# Epiniac
 Epiniac  es una población y comuna francesa, situada en la región de Bretaña, departamento de Ille y Vilaine, en el distrito de Saint-Malo y cantón de Dol-de-Bretagne.

## Demografía
| 1248 | 1126 | 1064 | 1104 | 1105 | 1078 |
| Para los censos de 1962 a 1999 la población legal corresponde a la población sin duplicidades (Fuente: INSEE [Consultar]) |      |      |      |      |      |